# Liste de films québécois
Il s'agit d'une liste de longs-métrages produits ou coproduits au Québec et classés selon leur année de première diffusion. Cette liste se veut exhaustive, mais n'est pas nécessairement complète.

## Critères d'admissibilité
Pour se retrouver sur cette liste, un film doit remplir les trois critères suivants :
- Il s'agit d'un film de fiction durant 60 minutes et plus.
- Il a connu une distribution notable sur le territoire du Québec. Sont donc exclus les films indépendants présentés uniquement lors de festivals de cinéma.
- Il est produit ou coproduit par une maison de production établie au Québec.

Les coproductions qui n'ont pas été tournées au Québec et dont le réalisateur n'est pas québécois sont marqués d'un astérisque. Cette distinction a pour but d'identifier les nombreuses coproductions québécoises dont l'apport au cinéma québécois est mineur.

## Liste
La couleur des films indique sur quelle plateforme de diffusion ils sont disponibles.
| Couleur | Diffuseur       | Lien                          |
| ------- | --------------- | ----------------------------- |
| Bleu    | Cinéma Éléphant | https://elephantcinema.quebec |
| Verte   | TOU.TV          | https://ici.tou.tv/           |